# Kiara Mia
Kiara Mia (Los Ángeles, California; 20 de mayo de 1976) es una actriz pornográfica y modelo erótica estadounidense.

## Biografía
Kiara Mia nació en mayo de 1976 en West Hollywood, en la ciudad californiana de Los Ángeles, en una familia con ascendencia latina (concretamente mexicana) y nativoamericana. No se sabe mucho de su vida antes de 2011, año en que, a sus 34 años, decide entrar en la industria pornográfica.
Al igual que otras tantas actrices que comenzaron con más de treinta años en la industria, por su físico, su edad y atributos, fue etiquetada como una actriz MILF. Muchas de sus películas han tratado esta temática, como Big Titty MILFS 24, Latin Mommas 2 o Mommy, Me, And A Gangster 3.
Desde sus comienzos ha trabajado con diversas productoras como Evil Angel, Diabolic Video, Wicked Pictures, Bang Bros, Elegant Angel o Zero Tolerance.
En 2015 fue nominada en los Premio AVN a la Artista MILF/Cougar del año.
Ese mismo año participó en la película Keeping Up With Kiara Mia junto a Allison Moore, Andy San Dimas, Lexington Steele y Veronica Avluv. Se trató de una parodia porno del reality show Keeping Up with the Kardashians en la que ella interpretaba a Kim Kardashian.
Retirada en 2017, llegó a grabar más de 170 películas como actriz.

## Premios y nominaciones
| Año  | Ceremonia             | Resultado | Premio                         | Trabajo |
| ---- | --------------------- | --------- | ------------------------------ | ------- |
| 2013 | Nightmoves            | Nominada  | Mejores pechos                 | —       |
| 2013 | Sex Awards            | Nominada  | Porn's Best Body               | —       |
| 2014 | Nightmoves            | Nominada  | Mejores pechos                 | —       |
| 2014 | Nightmoves Fan Awards | Nominada  | Mejores pechos                 | —       |
| 2015 | Premios AVN           | Nominada  | Premio fan: MILF más caliente  | —       |
| 2015 | Premios AVN           | Nominada  | Artista MILF/Cougar del año    | —       |
| 2015 | Premios AVN           | Nominada  | Premio fan: Estrella mediática | —       |
| 2016 | Premios AVN           | Nominada  | Premio fan: MILF más caliente  | —       |
| 2019 | Premios Urban X       | Nominada  | Estrella mediática del año     | —       |